# Ace Hardware
Ace Hardware Corporation er en amerikansk byggemarkedskæde med 5.200 butikker i 60 lande. Den har hovedkvarter i Oak Brook, Illinois.
Den blev etableret i 1924 som "Ace Stores" og skiftede i 1931 navn til "Ace Hardware Corporation".